# Ricardo López (boxe anglaise)
Pour les articles homonymes, voir Ricardo López et López.
Ricardo López est un boxeur mexicain né le 25 juillet 1966 à Cuernavaca.

## Carrière
Il a été entre 1990 et 1999 champion du monde des poids pailles WBC, WBO puis WBA et de 1999 à 2001 champion du monde poids mi-mouches IBF. Il a réussi la performance de rester invaincu en 52 combats professionnels ne concédant qu'un match nul face à Rosendo Alvarez en 1998 (qu'il "effacera" quelques mois plus tard en remportant aux points le combat revanche).
López détient le record d'invincibilité en championnat du monde, avec 26 combats sans défaites (25 victoires et 1 nul) dont 20 défenses de sa ceinture WBC des poids pailles.

## Distinction
- Ricardo López est membre de l'International Boxing Hall of Fame depuis 2007.